# William Harrison Riker
William Harrison Riker (né le 22 septembre 1920 à Des Moines en Iowa aux États-Unis et décédé le 26 juin 1993 à Rochester dans l'État de New York aux États-Unis) est un politologue américain. Il est connu pour son application de la théorie des jeux et plus généralement des mathématiques pures aux sciences politiques.

## Biographie

### Enfance et formation
Riker reçoit son baccalauréat en économie de l'université DePauw en 1942. Par la suite, il finit son doctorat à l'université Harvard en 1948. Alors qu'il est étudiant à DePauw, il rejoint la fraternité Delta Kappa Epsilon. Durant son parcours universitaire, il se marie à Mary Elizabeth Lewis avec qui il a trois enfants : Katharine, Mary Paris et William H. Jr.

### Carrière
Riker a obtenu un poste de professeur à la Lawrence University (puis Lawrence College) de Appleton, dans le Wisconsin, où il a publié The Theory of Political Coalitions (1962). En 1962, il est devenu le président du département de science politique à l'Université de Rochester, poste qu'il a occupé jusqu'en 1977, et est resté actif jusqu'à sa mort.
Il a fondé la désormais célèbre théorie politique positive, qui a introduit la théorie du jeu et la méthode axiomatique de la théorie des choix sociaux dans le domaine de la science politique. Bruce Bueno de Mesquita et Kenneth Shepsle declare que « ces apports ont été cruciaux pour les tests prédictifs des théories politiques »,.
Parmi les autres contributions, il est connu pour les travaux sur le fédéralisme et son histoire et sur quelque chose qu'il a appelé "heresthetics", c'est-à-dire l'art des hommes politiques d'utiliser le changement politique sans modifier les préférences sous-jacentes des peuples, par exemple en manipulant l'ordre dans lequel les décisions sont prises. Dans son livre Liberalism Against Populism, il affirme que l'instabilité de la gouvernance par la majorité implique l'impossibilité de trouver une définition populiste de la démocratie fondée sur les préférences d'une majorité de la population. Il montre que les personnalités politiques dans une démocratie travaillent à construire des coalitions pour remporter les suffrages. Si une coalition est construite pour le bénéfice de minorités, alors elle deviendra plus fragile à mesure que sa taille augmente.
Riker meurt d'un cancer à l'hospice St. Mary's dans la ville de Rochester le 26 juin 1993.
Le William Riker H Prize est décerné tous les deux ans en son honneur.
Le William H. Riker Prize for excellence in undergratuate teaching est une recompence remise deux fois par an à l'université de Rochester. Son nom est également associé au prix remis au meilleur livre de l'année par la section d'économie politique de l'American Political Science Association.

## Publications notables
- William H. Riker, « The Paradox of Voting and Congressional Rules for Voting on Amendments », American Political Science Review, vol. 52,‎ 1958, p. 349-366.
- William H. Riker, The Theory of Political Coalitions, New Haven, Yale University Press, 1962.
- William H. Riker, Federalism : Origin, Operation, Significance, Boston, Little, Brown, 1964.
- William H. Riker, Towards a Positive Political Theory, Englewood Cliffs, Prentice Hall, 1973.
- William H. Riker, « Implications from the Disequilibrium of Majority Rule for the Study of Institutions », American Political Science Review, vol. 74,‎ 1980, p. 432-446.
- William H. Riker, Liberalism Against Populism, San Francisco, W.H. Freeman, 1982.
- William H. Riker, « The Heresthetics of Constitution-Making: The Presidency in 1787, with Comments on Determinism and Rational Choice », American Political Science Review, vol. 78,‎ 1984, p. 1-16.
- William H. Riker, The Art of Political Manipulation, New Haven, Yale University Press, 1986.
- William H. Riker, The Strategy of Rhetoric, New Haven, Yale University Press, 1996.